# أو إستاداو دي ساو باولو
أو استاداو دي ساو باولو (O Estado de S. Paulo) وتعني بالعربية ولاية ساو باولو جريدة برازيلية تصدر في مدينة ساو باولو وتعرف بالـ: استاداو أي الولاية الكبيرة.
أسست الجريدة في 4 يناير 1875 علي يدي مجموعة من الجمهوريين ويعتبر من أهم الصحف في البرازيل.

## روابط خارجية
- جريدة أواستاداو دي ساو باولو